# Байрам-паша
Байрам-паша (? — 26 августа 1638, Урфа) — турецкий военный и государственный деятель, губернатор (бейлербей) Египта (1626—1628), 94-й великий визирь Османской империи (1637—1638).

## Биография
Родился в турецкой семье из Стамбула. По другим данным, семья его происходила из Амасьи. Обучался в Эндеруне, после чего поступил в корпус янычар. Первоначально в янычары набирали пленных христианских юношей, но в правление султана Мурада III (1574—1595) туркам также было разрешено поступать на службу в янычарский корпус.
В 1625 году Байрам-паша был назначен губернатором Египта. В 1628 году был вызван в Стамбул и повышен до ранга визиря.
В 1635 году — каймакам Стамбула. В феврале 1637 года в правление султана Мурада IV (1623—1640) Байрам-паша был назначен великим визирем Османской империи.
В 1638 году великий визирь Байрам-паша принял участие в военном походе турецкой армии во главе с самим султаном на Багдад. 26 августа того же года скончался возле Урфы.
Был женат на Ханзаде Султан, дочери султана Ахмеда I.